# Enhet Tōgō
Zhongma fästning (kinesiska: 中馬城), även kallad Zhong Ma Fängelseläger eller Enhet Tōgō, var ett fängelse där den japanska 
Kwantungarmén utförde experiment i biologisk krigföring. Fängelset uppfördes i byn Beiyinhe utanför Harbin i Manchukuo 1932. Det var ett centrum för experiment på människor och kunde hålla upp till tusen fångar. I augusti 1934 lyckades ett flertal fångar fly från fängelset, vilket förstörde dess förutsättningar som hemlig anläggning. År 1935 ägde en explosion rum som troligen orsakades av ett attentant av motståndsrörelsen, något som gjorde att verksamheten bedömdes som ohållbar. Anläggningen stängdes och revs slutligen 1937, varpå dess verksamhet flyttades över till Pingfang under Enhet 731.

## Historik
Shiro Ishii hade redan 1932 etablerat en anläggning för biologisk forskning i Manchuriet. Anläggningen etablerades i distriktet Nan Gang i ett gammalt saké destilleri, som byggdes om till en forskningsanläggning tillsammans med närliggande butiker. Det fick en personal på 300 personer. Platsen bedömdes dock snabbt som olämplig, då den låg i ett tättbefolkat område och det därmed skulle bli svårare att hålla verksamheten hemlig; dessutom var lokalerna för små för den stora verksamhet Ishii planerade. Verksamheten flyttades därför redan sommaren 1932, till Beiyinhe, där verksamheten inleddes i slutet av samma år. 
Kinesiska tvångsarbetare tvingades arbeta med anläggningen. De som arbetade med den inre byggnaden avrättades när byggnaden var färdigställd. Fängelset kunde inhysa mellan 500 och 600 personer. Fångarna tycks samtliga ha varit män under fyrtio. De var vanligen kriminella, medlemmar i de banditgäng som härjade landsbygden, politiska fångar och kommunister, men också personer som arresterats på gatan av kempeitai. Fångarna fick näringsrik mat och möjlighet till motion för att säkerställa att de inte led av andra hälsoproblem än de som åstadkoms av experimenten. Forskarna utsatte fångarna för experiment i sjukdomar, elektricitet och giftgas. Filmer av experimenten cirkulerade åtminstone från 1935. 
1934 lyckades ett tjugotal fångar rymma. Åtminstone tolv av dessa överlevde. Deras uppgifter om vad som ägde rum på Zong Ma fördes inte vidare genom några officiella kanaler och nådde inte den kinesiska regeringen, men blev kända av motståndsrörelsen och genom rykten bland allmänheten. 
År 1935 inträffade en explosion i byggnaden. Den tros vara en attack av motståndsrörelsen, som blivit informerade om dess syfte av de fångar som lyckats rymma året innan. Även de japanska myndigheterna drog samma slutsats, och sedan fängelsets syfte avslöjats ansågs det omöjligt att fortsätta verksamheten. Anläggningen hade rivits vid mitten av år 1935.